# Philipp Beck (Fussballspieler)
Philipp Beck (* 12. November 1970 oder 23. Juli 1972 in Vaduz) ist ein ehemaliger liechtensteinischer Fussballspieler.

## Karriere

### Verein
In seiner Jugend spielte Beck für den FC Triesenberg und den FC Balzers und erneut den FC Triesenberg, bei dem er dann in den Herrenbereich befördert wurde. Später schloss er sich auf Leihbasis dem Hauptstadtklub FC Vaduz an. Nach seiner Rückkehr zum FC Triesenberg wurde er an die USV Eschen-Mauren verliehen. Anschliessend wechselte er zum FC Triesen, bevor er einen Vertrag beim FC Schaan unterschrieb, für den er bis zu seinem Karriereende aktiv war.

### Nationalmannschaft
Beck gab sein Länderspieldebüt in der liechtensteinischen Fussballnationalmannschaft am 26. Oktober 1993 beim 0:2 gegen Estland im Rahmen eines Freundschaftsspiels, als er in der 22. Minute für Harry Zech eingewechselt wurde. Bis 1998 war er insgesamt drei Mal für sein Heimatland im Einsatz.